# 上思掌突蟾
上思掌突蟾（学名：Leptobrachella shangsiensis），一种于中华人民共和国广西壮族自治区上思县发现的两栖动物，隶属于角蟾科掌突蟾属。其种加词“shangsiensis”意为“广西上思的”。

## 形态特征
上思掌突蟾雄蟾体长24.9～29.4毫米，雌蟾体长30.8～35.9毫米。身体背部红褐色，具有深色斑纹；体侧具乳白色小瘤；腹部乳黄色具大理石斑。

## 保护
本种于2023年被收录入《有重要生态、科学、社会价值的陆生野生动物名录》。